# 宰務剛兵
宰務 剛兵（さいむ ごうへい、1891年〈明治24年〉 - 1930年〈昭和5年〉1月11日）は、日本の実業家、資産家、醸造家、政治家。
岡山県勝田郡滝尾村長。無限責任滝尾村信用購買組合理事。岡山県協和会評議員。

## 経歴
東京の海城中学を卒業して、中央大学予科に入ったが中途退学する。酒醤油醸造及び木材薪炭材商を営む。また滝尾村青年団の会計に選任され、同村会議員、同村長をつとめる。

## 人物
寺田蘇人著『部落の人豪』に岡山県勝田郡の部落有力者・富豪として宰務剛兵の名前が挙げられている。住所は岡山県勝田郡滝尾村津川原（現・津山市三浦）。